# Podbiele (Bielsk Podlaski)
Pour les articles homonymes, voir Podbiele.
Podbiele est un village de Pologne, situé dans la gmina de Bielsk Podlaski, dans le Powiat de Bielsk Podlaski, dans la voïvodie de Podlachie.
Selon le recenssement de la commune de 1921, ont habité dans le village 54 personnes, dont 21 étaient catholiques, 29 orthodoxes, et 4 judaïques. Parallèlement, 25 habitants ont déclaré avoir la nationalité polonaise, 29 la nationalité biélorusse. Dans le village, il y avait 9 bâtiments habitables.

## Source
- (en) Cet article est partiellement ou en totalité issu de l’article de Wikipédia en anglais intitulé « Podbiele, Podlaskie Voivodeship » (voir la liste des auteurs).